# Droga wojewódzka nr 940
Droga wojewódzka nr 942 (DW942) – droga wojewódzka o długości 3 km w południowej Polsce, w województwie śląskim, łącząca drogi krajowe  i  na terenie miasta Bielsko-Biała.
Początkowo odcinek zaczynał się na drodze krajowej 69. Po rozbudowie obwodnicy Bielska-Białej oznaczono ten fragment drogi jako S69. Następnie na mocy Rozporządzenia Rady Ministrów z dnia 19 maja 2016 roku, które weszło w życie 4 sierpnia tego samego roku przedmiotowy odcinek zyskał oznaczenie S1.